# Llançà
Llançà település Spanyolországban, Girona tartományban. Llançà El Port de la Selva, Vilajuïga, Garriguella, Vilamaniscle, Rabós és Colera községekkel határos. Lakosainak száma 4943 fő (2024).

## Népesség
A település népessége az elmúlt években az alábbi módon változott:
| Lakosok száma | 522  | 1813 | 2103 | 1859 | 3410 | 4205 | 5209 | 4970 | 4836 | 4943 |
|               | 1717 | 1887 | 1936 | 1960 | 1986 | 2004 | 2009 | 2014 | 2019 | 2024 |